# Агломератор
Агломера́тор — один из основных видов оборудования для переработки отходов тонкостенных материалов, выполняющий операцию агломерирования — процесс, при котором из сравнительно тонкого сырья плёночных отходов, занимающих большой объём, получается агломерат.
Агломерат представляет собой плотные шарики неправильной формы, используемые в качестве как самостоятельного вторичного сырья для литья на термопласт-автоматах, так и в смеси с первичным сырьём для дальнейшей переработки, в том числе экструзии.

## Назначение
- Агломерирование плёночных отходов полимеров.
- Дробление плёнок.
- Сушка влажного сырья.
- Скоростной смеситель.

## Принцип действия
Отходы плёнки загружаются через загрузочное окно в рабочую камеру. Вращающимися ножами отходы (ПНД, ПВД, ПП, стретч) измельчаются, за счёт трения хлопьев плёнки о корпус — агломерируются (разогреваются и сворачиваются в шарики неправильной формы). В тот момент, когда перерабатываемая масса достигает консистенции слипшейся кашеобразной густой массы, оператор подаёт порционно воду (т. н. шоковая вода) 100-800 мл. Под действием воды масса агломерата разделяется на отдельные части, некоторое время масса сушится и затем выгружается в заранее подготовленную тару.

## Конструктивные исполнения
- По количеству роторов:
  - однороторные агломераторы
  - двухроторные агломераторы
- По типу корпуса:
  - откидной корпус
  - съёмный
  - стационарный